# Szepeskárolyfalva
Szepeskárolyfalva (1899-ig Kalyava, szlovákul: Kaľava) község Szlovákiában, a Kassai kerület Iglói járásában.

## Fekvése
Iglótól 24 km-re keletre, a Hernád bal oldalán fekszik.

## Története
1300-ban „Kaloua”, „Kalyawa” néven említik először, ekkor zsigrai családok birtoka. Később a rihnói váruradalom része. 1693-ban a Csákyak szerezték meg és egészen 1848-ig voltak a falu birtokosai. 1787-ben 16 háza és 152 lakosa volt.
A 18. század végén Vályi András így ír róla: „KALYAVA. Tót falu Szepes Várm. földes Ura G. Csáky Uraság, lakosai katolikusok, fekszik Hernád vize mellet, Krompakkal által ellenben, határja középszerű, vagyonnyai meglehetősek.”
1828-ban 28 házában 201 lakos élt. Lakói főként mezőgazdasággal foglalkoztak, később Korompa üzemeiben dolgoztak.
Fényes Elek 1851-ben kiadott geográfiai szótárában így ír a faluról: „Kalyava, tót falu, Szepes vmegyében, Kluknó fil., 201 kath. lak. F. u. gr. Csáky. Ut. p. Lőcse.”
A trianoni diktátumig Szepes vármegye Gölnicbányai járásához tartozott.

## Népessége
| Év:            | 1994. | 2004.    | 2014.   | 2024.   |
| -------------- | ----- | -------- | ------- | ------- |
| Emberek száma: | 399   | 439      | 410     | 399     |
| Eltérés:       |       | +10,02 % | -6,60 % | -2,68 % |

| Év:            | 2023. | 2024.   |
| -------------- | ----- | ------- |
| Emberek száma: | 397   | 399     |
| Eltérés:       |       | +0,50 % |

1910-ben 293, túlnyomórészt szlovák lakosa volt.
2001-ben 423 lakosából 420 szlovák volt.
2011-ben 421 lakosából 375 szlovák.

## Nevezetességei
A Szent Kereszt tiszteletére szentelt, korábbi római katolikus temploma 1932-ben épült és a helyén építették fel 2001-ben az új templomot.